# Луїза Марія Орлеанська
Луїза Марія Орлеанська (повне ім'я фр. Louise Marie Thérèse Charlotte Isabelle d'Orléans; нар. 3 квітня 1812, Палермо, Сицилія — пом. 11 жовтня 1850, Остенде, Бельгія) — королева Бельгії, дружина короля Бельгії Леопольда I, уроджена принцеса Орлеанська.

## Життєпис
Старша дочка і друга дитина короля Франції Луї-Філіпа I і його дружини Марії-Амалії Неаполітанської. По батьку вона доводилася внучкою Філіпу Егаліте, а по матері — королю Обох Сицилій Фердинанду I.
У дитинстві отримала освіту завдяки зусиллям матері і тітки, Аделаїди Орлеанської, з якою була дуже близька. Абат Гійон викладав їй релігію, Жуль Мішле — історію, а П'єр-Жозеф Редуте — живопис.

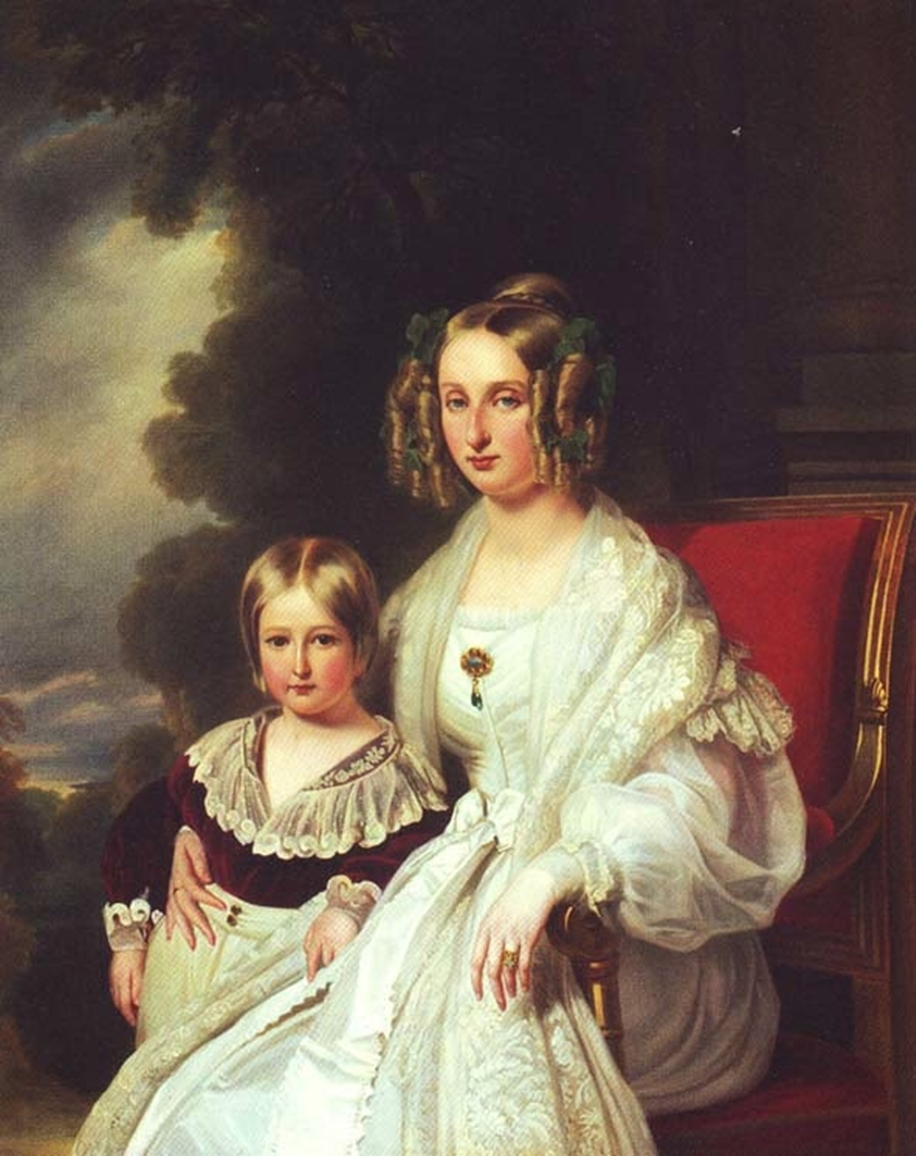
Луїа Марія із принцом Леопольдом, портрет Е.Вапперса

9 серпня 1832 Луїза вийшла заміж за короля Бельгії Леопольда I. Діти:
- Луї-Філіпп (1833—1834) — прожив лише 10 місяців;
- Леопольд (1835—1909) — наступний король Бельгії Леопольд II, був одруженим із австрійською ерцгерцогинею Марією Генрієттою, мав від неї четверо дітей, за кілька днів до смерті уклав шлюб із куртизанкою Бланш Делакруа, від якої мав також двох синів;
- Філіп (1837—1905) — граф Фландрський, був одруженим із принцесою Марією Гогенцоллерн-Зігмарінген, мав п'ятеро дітей;
- Шарлотта (1840—1927) — дружина імператора Мексики Максиміліана I, дітей не мала.

Померла від сухот у віці 38 років. Похована у Церкві Богоматері Лакенської.